# Chun In-Soo
Chun In-Soo (en coreano: 전인수; 13 de julio de 1965) es un deportista surcoreano que compitió en tiro con arco, en la modalidad de arco recurvo.
Participó en dos Juegos Olímpicos de Verano en los años 1984 y 1988, obteniendo una medalla de oro en Seúl 1988 en la prueba por equipo. Ganó una medalla de oro en el Campeonato Mundial de Tiro con Arco al Aire Libre de 1991.

## Palmarés internacional
| Juegos Olímpicos                 | Juegos Olímpicos     | Juegos Olímpicos | Juegos Olímpicos |
| Año                              | Lugar                | Medalla          | Prueba           |
| -------------------------------- | -------------------- | ---------------- | ---------------- |
| 1988                             | Seúl (Corea del Sur) | Medalla de oro   | Equipo           |
| Campeonato Mundial al Aire Libre |                      |                  |                  |
| Año                              | Lugar                | Medalla          | Prueba           |
| 1991                             | Cracovia (Polonia)   | Medalla de oro   | Equipo           |